# 경제체제
경제체제(經濟體制 영어: economic system)는 인적 물적 자원을 배분하는 방식의 특징을 통합적으로 나타내는 개념이다.

## 의미
경제체제란 인적 물적 자원을 배분하는 방식의 특징을 통합적으로 나타내는 개념이다. 경제체제로서 널리 사용되고 있는 것은 자본주의와 사회주의, 가격기구와 계획기구, 시장경제와 중앙관리경제, 봉건주의와 자본주의, 그리고 사회주의 및 공산주의 등이라고 할 수 있겠다. 그러나 이러한 어휘는 위에 규정한 공통된 기반 위에서 경제체제로서는 상당히 다른 각도에서 다른 의미내용을 가지고 사용되고 있다. 또 같은 자본주의 및 사회주의라 할지라도 그것을 사용하는 사람의 문제 의식, 사상적 입장, 학문적 경향 등이 달라짐에 따라서 같은 말 속에 포함된 호악의 판단과 의미 내용이 달라지는 일이 많다. 결국 이러한 어휘는 상식적으로 널리 사용되고 있으며 또 그만큼 모든 사람들이 이들 어휘에 대해서 무엇인가를 알고 있다. 그러나 각자가 알고 있는 것은 같은 것도 있거니와 그렇지 않은 것도 상당히 많이 포함되어 있는 것이다.
슈몰러는 자본주의란 말에 대하여 일찍이 '온갖 색채로 찬란히 빛나면서도 애매, 다의(多義), 불명석한 속성으로 저널리스틱한 논의에서 애호받고 있는 개념'이라 하였다. 그것은 현재에도 국가에 따라서는 선한 것, 자유로운 것, 활력에 넘친 것을 대표하지만 다른 어떤 국가에서는 악하고 부자유하며 정체(停滯)의 대명사가 되고 있다. 
또 좀바르트는 "사회주의 개념 규정에는 260가지 이상이나 되는데 이러한 개념은 그 내용면에서 보면 모두가 다르게 표현되어 있다"라고 말하면서 이들을 정리하여 세 개의 큰 경향으로 나누었다. 제1류는 무릇 모든 사회적 진보, 세계의 개량, 국민을 행복하게 하는 것, 문화운동, 구제의 이데올로기를 지니며 혹은 특정한 역사적 정세에 관한 그것들을 사회주의라고 하는 것이며, 제2류는 일종의 마음가짐, 태도와 경향으로써 사회주의를 규정지으며, 제3류는 사회적인 질서의 원리로서 사회주의라고 하는 것 등이다. 우리들은 이제 이와 같은 대상을 다루어 보고자 한다. 그런데 경제체제에 대해서 더욱 상세한 논의를 시작하기 전에 어떠한 점에서 사람들의 의견이 일치하고 있으며 어떠한 점에서 차이점이 있는가를 좀 넓은 시야에서 정리해 두는 편이 좋을 것이다.

## 일반적 정의
대체로 경제란 인적·물적 자원의 보다 훌륭한 배분(配分)에 관한 장기적이고 사회적인 배려에 관한 사항이라 하겠다. 훌륭한 배분이라 할 때, 어떤 사회는 어떤 특정한 상황하에서 무엇 때문에, 무엇을 얼마만큼, 어떠한 방법으로, 누가 누구를 위하여 생산하고, 분배하고, 소비하느냐 하는 경제의 기본 문제와 대결해야만 한다. 이 기본 문제 그 자체는 어떠한 시대, 어떠한 장소에서도 공통으로 존재하는 말하자면 영원한 과제인 것이다. 그러나 어떤 구체적인 사회에서는 그 영원한 과제를 어떤 특정한 상황하에서 다루어 그 상황에 맞는 해답을 구하지 않으면 안 된다. 그때에 어떤 구체적 사회는 위의 기본 문제에 대하여 자기 눈 앞에 열린 갖가지 가능성의 범위내에서 선택을 하면서 결정해야 되는 것이다. 이러한 결정의 약간의 예를 생산의 측면에 관해서 말해 보자. 어떤 사회는 먼저 자기가 자유롭게 차지할 수 있는 인적·물적 모든 자원의 총량을, 사회 성원의 생리적 필수품에 얼마만큼, 그리고 사회의 편리품, 능률품에 얼마만큼, 사회의 정신문화에 얼마만큼 할당하는가의 배분에 대해서 결정해야만 한다. 다음으로 그 사회가 지금 가지고 있는 자연적 요인, 인간의 체력, 도구나 기계, 인간의 지혜와 활력과 조직, 사회의 전통적인 모럴 등 생산요소의 재료함 속에서 무엇과 무엇을 얼마쯤 끄집어 내어서 어떻게 맞추어 생산력을 만들어 내는가를 결정해야 한다. 또한 사회의 성원을 움직이게 할 때 사람이 지니고 있는 여러 가지 본능 가운데 어떤 것에 얼마만큼의 정도로 호소하며 또한 어떠한 성격의 주체를 어떤 한 방법으로 주도자(主導者)로서 선정하는가를 결정하지 않으면 안된다. 뿐만 아니라 일정한 인적·물적 자원을 전용(轉用)함에 있어서 위로부터의 명령에 따르는가, 그렇지 않으면 시장의 가격 경쟁에 따를 것인가 하는 경우에 미리 규칙을 정해 두어야만 한다. 물론 그 이외에도 결정해 두어야 할 것은 많이 있다. 이러한 몇 가지 포인트에 대한 결정은, 논리적으로는 하나 하나에 대해서 많은 가능성 중에서 어떤 하나를 자유롭게 선택할 수 있는 것이며 서로 제약될 수도 없지만 그러나 실제에 있어서는 하나의 포인트에 대하여 확실한 결정이 내려지면 그 후에는 그에 준하여 거의 같은 방향으로 잇달아 결정되는 경우가 많으며 그러한 의미에서 이 포인트에 관한 복수의 결정은 실상 하나의 단위로서 행해지는 것이 보통의 일이다. 이러한 경제의 기본적 결정을 내릴 때의 특정한 유기적인 한 단위를 우리는 흔히 극히 소수의 기본적인 형태로 개념구성을 하여 이를 경제체제라 말하고 있다. 따라서 경제체제는 어떤 특징을 순수 배양적(培養的)으로 고양하여 이론가가 만들어낸 개념적 구성물이며 현실의 모양 그것이 아닌 현실의 다양한 모양 안에서 기본적 골격만을 부각하기 위한 발견적 개념 수단에 불과하다. 그런 만큼 현실과 경제체제 개념과의 거리에 끊임없는 주의를 하지 않으면 안된다.

## 배분규정의 3요인
경제체제는 자원배분의 방식에 대한 차이점의 특징을 통합적으로 나타내는 개념이기 때문에 배분방식의 차이점을 어떠한 각도와 중점으로 포착하는가를 중요한 문제로 삼는다. 그리고 바로 이 점이 의견이 갈라지는 분기점이기도 하다. 배분의 방식을 다르게 만드는 작용은 참으로 많다. 그러나 그 가운데에서도 가장 중요한 것은 어떠한 사회가 가지고 있는 기술수준의 고저, 그리고 어떤 특정한 상황하에서의 배분규칙의 상대적 능률성 및 어떤 사회가 지니고 있는 특유한 가치체계 등의 세 가지라 하겠다. 기술수준이 다르면(기술수준의 차이도 역시 배분의 차이에서 오는 하나의 결과지만) 당연히 배분의 방식도 달라지게 될 것이다. 가령 기술수준이 낮은 사회는 생리적 필요를 충족시키는 일에 많은 자원을 찾아야만 하고 기술이 높은 사회는 정신문화적 요구에 보다 많은 것을 돌릴 수 있다는 것 등이다. 또 사회의 상황에 따라서 하나의 자원배분 룰에도 그 상대적 능률이 달라지게 되며 각 사회는 끊임없이 변동하는 자기의 상황에서 언제나 보다 좋은 룰을 재확인해 나가야 한다. 배분 룰의 하나로서 좋은 리더를 선정하는 일을 생각하여 보자. 각 사회의 각 계층에서 가장 활력이 있고 가장 조직력이 뛰어나고 또 가장 사회적 의무감이 강한 집단이 리더가 되어 자원배분을 주도하는 것이 옳다고 함은 누구나 이론이 없는 바이지만 어떤 그룹이 가장 훌륭하게 그 사회적 역할을 수행하는가는 때와 장소에 따라 달라진다. 반대로 말하면 어떤 사회에서 부르주아가 수행한 역할을 다른 사회에서는 관료나 정당인이, 그리고 또 다른 사회에서는 군인이 대신 수행할 수도 있는 것이다. 따라서 모든 사회는 자기의 상황 아래에서 끊임없이 보다 훌륭한 리더를 선정하고 보다 훌륭한 지위에 오르기 위하여 인재등용의 룰을 연구해 나가지 않으면 안 될 것이다. 또 가치체계가 다르다면 능률을 측정하는 효과의 구체적 내용이 달라진다는 점에도 주의하지 않으면 안 된다. 예를 들면 안정제일주의와 진보제일주의, 금욕주의와 세속주의, 보장중시주의와 자유중심주의라고 하는 대립된 가치 가운데서 어디에 중점을 두는가에 따라 자원배분의 최종 결과를 판정하는 관점이 달라지게 되는 것이다. 우리는 지금 자원배분방식의 차이를 규정하는 주요한 요인으로서 기술수준의 차이, 상대적 능률의 차이, 가치체계의 차이 등 세 가지를 들었다. 이 세 가지는 또한 경제체제를 구별할 때에 나오는 수많은 기준 가운데서 특히 중요한 기준으로서도 그 형태를 바꾸고 표현을 달리하면서 그 속에 살고 있는 것이다. 경제체제를 구별하는데 있어서 어떠한 관점에서 어떠한 기준에 중점을 두고 보는가 하는 점에 관해서는 학계에 몇 갈래의 흐름이 병존하고 있다. 그러한 관점이 크게 나뉘어 있는 것은 다음과 같은 두 포인트에 관해서이다. 제1은 경제발전의 '단계'의 차이에 중점을 두어 경제체제의 차이를 논하느냐, 아니면 '유형'의 차이라는 것에 경제체제의 차이에 대한 중점을 두느냐 하는 점이다. 그리고 '유형'과 '방식'을 표리일체의 것으로 포착하는 관점도 있다. 그런데 '단계'를 구별하는 기준은 하나만이 아니고 많이 있으며(기술수준의 고저는 중요한 것이긴 하나 그 가운데의 하나에 불과하다), '유형'이나 '방식'을 구별하는 기준도 역시 하나가 아니고 많이 있다. 그래서 제2로 경제체제를 구별하는 기준이 많이 있게 되면 당연히 그 가운데서 무엇과 무엇에 주목하며 또한 그 가운데서도 특히 어디에 중점을 두는가라는 선택의 문제가 생겨나며 여기에도 의견이 크게 나뉘는 분기점이 있게 되는 것이다.

## 경제체제 구별의 몇 가지 흐름
좀바르트는 말하기를 경제체제란 "① 특정한 경제정신으로 지배되고 ② 특정한 질서와 조직을 가지고 ③ 특정한 기술을 사용하는 바의 정신적 통일체로서 사유(思惟)된 경제양식이다"라 하였다. 여기서는 경제체제를 구별하는 중요한 기준으로서 경제정신, 기술, 질서와 조직의 세 가지를 선정하였다. 좀바르트는 이 세 가지 가운데서 무엇보다도 경제정신을 가장 중시하였다. 마르크스는 경제체제를 구별하는 3대 기준으로서 ① 경제정신 ② 생산수단의 소유 형태 ③ 경제적 배분결정의 기구를 들었다. 물론 좀바르트르의 기술에 해당하는 것으로 생산력 수준의 차이를 기초에 두고 있음은 말할 필요도 없겠다. 마르크스는 이 요소 가운데 생산력과 생산관계 특히 생산수단의 수요 형태와의 두 가지―이 두 가지가 생산양식을 만들어낸다―를 중시하여 무엇보다도 생산수단의 소유 형태에 가장 큰 역점을 두고 있었다. 그런데 좀바르트 경우나 마르크스의 경우 경제체제의 차는 두 면의 종합으로 이해되고 있었다. 제1면은 경제발전의 '단계'의 차이라는 면이다. 좀바르트는 위에 규정한 경제체제의 개념을 기초로 하여 원생적(原生的) 혈연단계, 촌락, 대가족, 장원(莊園), 수공업, 초기자본주의, 고도자본주의, 후기자본주의라는 경제발전단계의 구분을 만들고 마르크스 및 그 후계자는 생산력과 생산관계를 기초로 하여 원시공산체, 고대 노예제, 중세 봉건제, 상업자본주의, 산업자본주의, 독점자본주의, 사회주의, 공산주의라는 경제발전을 구분하였다. 제2면은 경제발전에서 '방식'의 차이라는 면이다. 좀바르트는 그가 선택한 기준에 대하여 대개념(大槪念)을 들었다. 예를 들면 경제정신에 대해서 욕망충족주의와 영리주의, 인습주의와 합리주의, 전체주의와 개별주의를 들고, 다음으로 경제질서와 조직에 관해서는 구속과 자유, 사경제와 공동경제, 민주주의와 귀족주의, 폐쇄성과 개방성, 충족경제와 유통경제, 사기업과 공기업, 그리고 기술에 관해서는 경험적과 과학적, 정체적과 혁신적, 유기적과 비유기적 등의 구별을 들었다. 마르크스주의자들도 자본주의와 사회주의 구별을 경제발전단계의 차이만이 아니고 거의 같은 경제발전단계를 경과할 때에 발전방식의 우열을 표시하는 것이라고 하였다. 가령 자본주의 국가에 비하여 사회주의 국가는 공업생산 성장률이 상대적으로 높고 또한 실업이나 경기변동이 상대적으로 적은 특색을 가지고 있다고 하였다. 혹은 어떤 국가가 사회주의 경제체제가 돠면 현존하는 총자원량이 일정한 채로 그 이용 형태에서 큰 변화로 인하여 성장률이 크게 늘어난다고 할 경우에도 발전방식으로서 사회주의의 이점을 말하고 있는 셈이다. 한편 아서 세실 피구나 루돌프 크리스토프 오이켄과 조지 허버트 미드와 같은 사람이 경제체제의 비교라고 말할 때에는 거의 같은 경제발전단계에 있고 자원배분의 기구로서 어떤 것이 상대적으로 능률이 높으냐 하는 점에 논의의 중점을 두는 경향이 농후하다. 그러한 경우에는 가격경제와 계획경제, 혹은 시장경제와 중앙관리경제라는 구별을 잘 쓰고 있다. 뿐만 아니라 미제스나 하이에크와 뢰프케(Wilhelm Röpke) 등 신자유주의자는 가치체계가 다르다는 관점을 가장 중시하여 경제체제를 비교했으며 마르크스주의자나 사회주의자와는 반대로 인간성에 있어서 가장 중요한 자유라고 하는 가치를 억압하는 것이 바로 사회주의나 계획경제라고 하여 심한 비판을 가하고 있다.

## 같이 보기
- 자본주의
- 공산주의
- 경제
- 생산요소
- 경제사상사
- 생산양식
- 정치경제학
- 사회주의
- 사회주의 계산 논쟁
- 토대와 상부구조